# Norhafiz Zamani Misbah
Mohd Norhafiz Zamani bin Misbah (Malacca, 15 luglio 1981) è un calciatore malese, difensore del Kelantan.

## Carriera

### Club
Comincia a giocare al Negeri Sembilan. Nel 2005 passa al Pahang. Nel 2009 si trasferisce al KL Plus. Nel 2011 si accasa al Negeri Sembilan. Nel 2015 viene acquistato dal Kelantan.

### Nazionale
Ha debuttato in Nazionale nel 2001. Ha partecipato, con la Nazionale, alla Coppa d'Asia 2007. Ha collezionato in totale, con la maglia della Nazionale, 65 presenze e due reti.